# Fenofibrat
Fenofibrat (łac. Fenofibratum) – lek obniżający poziom lipidów we krwi wywołujący swoje działanie przez zablokowanie syntezy lipidów w wątrobie.

## Wskazania
- leczenie wszystkich typów hiperlipidemii (hipercholesterolemia, hiperlipidemia mieszana, hipertriglicerydemia)

## Przeciwwskazania
- nadwrażliwość na fenofibrat
- ciąża i okres karmienia piersią
- ciężkie zaburzenia czynności wątroby i nerek
- ostrożnie stosować w kamicy żółciowej

## Działania niepożądane
- zaburzenia ze strony układu pokarmowego: mdłości, bóle brzucha
- skórne reakcje alergiczne
- uszkodzenie wątroby przejawiające się zwiększeniem poziomów ALT i AST
- bóle mięśni lub ich uszkodzenie przejawiające się wzrostem CK

## Interakcje
Lek wchodzi w interakcje lekowe z:
- doustnymi lekami przeciwzakrzepowymi pochodnymi kumaryny
- innymi lekami obniżającymi poziom lipidów krwi, zwłaszcza lekami z grupy inhibitorów HMG-CoA
- doustne leki antykoncepcyjne
- inne leki o działaniu toksycznym na wątrobę

## Uwagi

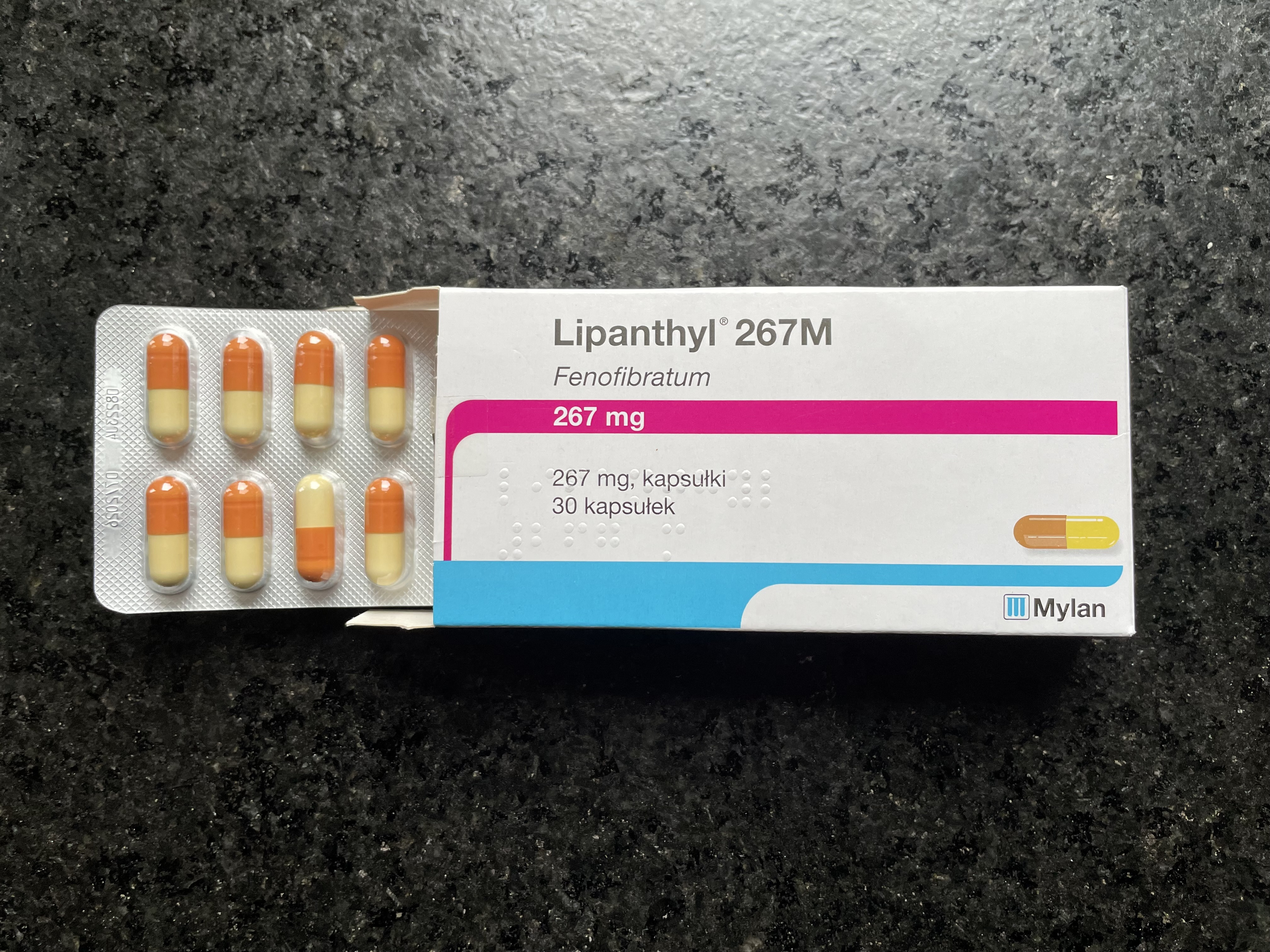
Preparat zawierający fenofibrat

## Dostępne preparaty
- Apo-Feno
- Fenardin
- Fenoratio
- Grofibrat
- Lipanthyl